# Södra Kroktjärnen, Närke
Södra Kroktjärnen är en sjö i Örebro kommun i Närke och ingår i Göta älvs huvudavrinningsområde. Sjöns area är 0,027 kvadratkilometer och den befinner sig 210 meter över havet.